# Adventures of Sonic the Hedgehog
Adventures of Sonic the Hedgehog is een Amerikaanse animatieserie gebaseerd op de Sonic the Hedgehog-franchise. De serie liep in totaal 1 seizoen van 65 afleveringen, maar is sinds zijn originele uitzending in 1993 regelmatig herhaald.

## Verhaal
De serie draait om Sonic the Hedgehog en zijn vriend Miles "Tails" Prower. De twee proberen de kwaadaardige Dr. Ivo Robotnik en zijn leger robots ervan te weerhouden de planeet Mobius te veroveren.
De serie was duidelijk gericht op een jong publiek. Het verhaal bevatte veel humor en slapsticksituaties. Daarbij waren Robotnik en zijn handlangers, Scratch en Grounder, behoorlijk incompetent. Ook had elke aflevering aan het eind een "lesmoment" waarin Sonic de kijker(tje)s attendeerde op dingen zoals het gevaar van roken en drinken, wat te doen bij brand, en zelfs seksuele mishandeling.
Als iemand je aanraakt op een manier die je niet prettig vindt, dan zit 'ie fout!— - Sonic

## Achtergrond
Pierre De Celles, een tekenaar die meewerkte aan Adventures of Sonic the Hedgehog, omschreef de serie zelf als “komisch”.
De primaire personages in de serie zijn Sonic, Tails, Dr. Robotnik, Scratch en Grounder. Van tijd tot tijd kwamen ook bijpersonages in de serie voor, zoals Robotniks dominante moeder en de verkoper Wes Weasely.
De plot van de serie volgt losjes de verhaallijn uit de oudere Sonic-spellen. Toen de animatieserie werd gemaakt waren de Sonic-spellen nog vrij nieuw en hadden vaak niet echt een plot. Daarom gaven de producers van de serie zelf de personages wat meer diepgang en karakterontwikkeling.
De serie werd gemaakt door DiC Entertainment. Na 1 seizoen besloot DiC te stoppen met deze serie om zich meer te focussen op de andere Sonic-serie die rond dezelfde tijd werd uitgezonden: Sonic the Hedgehog (ook vaak SatAM genoemd door fans). In 1996 produceerde DiC nog een extra aflevering voor de serie: "Sonic Christmas Blast".
De Nederlandse bewerking van de series zijn door P.J.P. Filmproducties in samenwerking met MetaSound nagesynchroniseerd in het Nederlands en halverwege de jaren 90 uitgezonden op het toenmalige Filmnet Plus. Deze versie is sindsdien nooit meer op de Nederlandse televisie herhaald, maar in plaats daarvan zijn de oorspronkelijke Engelse afleveringen met Nederlandse ondertiteling op kanalen zoals RTL 4 en RTL 5 uitgezonden.
Sonic Christmas Blast is in Nederland nagesynchroniseerd op dvd verkrijgbaar, maar is niet door dezelfde stemacteurs ingesproken als de originele serie.

## Rolverdeling
- Jaleel White - Sonic the Hedgehog
- Christopher Evan Welch - Miles "Tails" Prower (behalve in “Sonic Christmas Blast”)
- Chris Turner – Tails (in “Sonic Christmas Blast”)
- Long John Baldry - Dr. Ivo Robotnik
- Gary Chalk – Grounder, extra stemmen
- Phil Hayes - Scratch, Sergeant Doberman
- Ian James Corlett - Coconuts, extra stemmen
- Michael Donovan - Wes Weasley
- Gary Owens – de verteller (pilotaflevering)
- Jim Cummings – Dr. Ivo Robotnik en Scratch (pilotaflevering)

## Afleveringen
1. Super Special Sonic Search & Smash Squad
2. Subterranean Sonic
3. Lovesick Sonic
4. Slowwww Going
5. High Stakes Sonic
6. Sonic Breakout
7. Trail of the Missing Tails
8. Close Encounter of the Sonic Kind
9. Momma Robotnik's Birthday
10. Big Daddy
11. Sonic's Song
12. Birth of a Salesman
13. Best Hedgehog
14. The Robotnik Express
15. Too Tall Tails
16. Tails' New Home
17. Over the Hill Hero
18. Blank-Headed Eagle
19. The Mystery of the Missing Hi-Tops
20. So Long Sucker
21. Sonic Gets Thrashed
22. Pseudo Sonic
23. Grounder the Genius
24. Tails in Charge
25. Sno Problem
26. Submerged Sonic
27. Boogey-Mania
28. Musta Been a Beautiful Baby
29. Robotnik, Jr.
30. Full Tilt Tails
31. MacHopper
32. Momma Robotnik Returns
33. Spaceman Sonic
34. Mad Mike, Da Bear Warrior
35. The Last Resort
36. Robotnik's Rival
37. The Magic Hassle
38. Sonic the Matchmaker
39. Tails Prevails
40. Zoobotnik
41. Attack on the Pinball Fortress
42. Mass Transit Trouble
43. Coachnik
44. Untouchable Sonic
45. Super Robotnik
46. Robolympics
47. Magnificent Sonic
48. Blackbot the Pirate
49. Hedgehog of the "Hound" Table
50. Robotnik's Pyramid Scheme
51. Prehistoric Sonic
52. Baby-Sitter Jitters
53. Honey, I Shrunk the Hedgehog
54. Robotnikland
55. The Mobius 5000
56. The Little Merhog
57. Road Hog
58. The Robots' Robot
59. Tails' Tale
60. Hero of the Year
61. Fast and Easy
62. Lifestyles of the Sick and Twisted
63. Sonic is Running
64. Robo-Ninjas
65. Sonically Ever After

Special: Sonic Christmas Blast